# قره‌بلاغ (ورزقان)
قره‌بلاغ یکی از روستاهای استان آذربایجان شرقی است که در دهستان ازومدل جنوبی، بخش مرکزی شهرستان ورزقان واقع شده‌است.
این روستا در پنج کیلومتری شهر ورزقان قرار گرفته‌است. از جمله دیدنی‌های این روستا می‌توان به آثار تاریخی قلعه بوینی، ده‌وه‌داشی، کد یئری، په‌ته‌لیک و کوربلاغ اشاره کرد.